# Die Peheiros
Die Peheiros (auch: Die drei Peheiros) waren eine deutsche Gesangsgruppe, die in den 1950er- bis 1970er-Jahren in Rundfunk, Fernsehen und Schlagergeschäft erfolgreich waren.

## Geschichte
Das Trio bestand aus den Musikern Peter Schulz (1922–1983), Heinz Meyer (1920–2014) und Rolf Igneé (1918–2008), die sich in den 1930er-Jahren als Lehrlinge in der Bremer Flugzeugwerft von Focke-Wulf kennengelernt hatten und schon während des Zweiten Weltkriegs von der Reichsmusikkammer zur Truppenbetreuung rund um Bremen eingesetzt wurden. Nach ihren Vornamen entstand der Name der Gruppe, die mindestens bis 1979 bestand, wahrscheinlich aber bis zum Tod von Peter Schulz 1983.
Einer ihrer Erfolgstitel war der Schlager Wasser ist zum Waschen da. Ebenso wie dieser stammten die meisten Texte ihrer Erfolgstitel von dem Bremer Textdichter Hans Hee.
In ihren Bühnenansagen erläuterten sie ihren Gruppennamen, der aus ihren Vornamen entstanden war: „Gott sei Dank heißen wir nicht Anton, Gebhard und Erich – dann wären wir Die Angeber.“
Seit den frühen 1950er-Jahren spielten sie in den Hafenkonzerten von Radio Bremen und dem NWDR, traten dann auch in mehreren Musikfilmen auf und waren gegen Ende ihrer Karriere von 1965 bis 1979 mehrmals in der Rudi Carrell Show und Am laufenden Band als Statisten zu sehen. Sie waren häufiger auch als Begleitgruppe für Aufnahmen anderer Künstlerinnen aktiv, so zum Beispiel für Lys Assia (Schweden-Mädel) oder Sylvia Dahl.

## Erfolgstitel
- Wasser ist zum Waschen da
- Susi sag mal „Saure Sahne“
- Wir sind drei Junggesellen
- Es hängt ein Autoreifen an der Wand
- Oh Heideröslein, gib acht, wenn's kracht
- Siebenmal in der Woche
- Das Schiff ist aus Holz oder Eisen
- Sputnik-Lied
- Das alte Försterhaus vom Förster Kuno (Parodie auf Das alte Försterhaus)
- Urwald Revue
- Ach, spiel mir zum Geburtstag noch 'ne Schnulze

## Filmografie
- 1949: Hallo, hallo, Sie haben Ihre Frau vergessen
- 1954: Fräulein vom Amt
- 1954: Große Starparade
- 1955: Ball im Savoy
- 1955: Musik im Blut
- 1956: Der schräge Otto
- 1957: Die Zürcher Verlobung